# Глюк, Густав
Густав Глюк (нем. Gustav Glück; 6 апреля 1871, Вена — 18 ноября 1952, Санта-Моника, Калифорния, США) — австрийский историк искусства, музейный работник.

## Биография
Густав Глюк был старшим сыном в семье Морица (1832—1914) и Терезы (1838—1914) Глюк. В старинной австрийской семье оптовых торговцев царила атмосфера интереса к гуманитарной культуре и искусству. Густав учился в Вене и Бонне, у Франца Викхоффа, и Карла Юсти, сначала по классической филологии, затем по классической археологии и истории искусства. В 1894 году Густав Глюк получил докторскую степень в Вене. Учебные поездки обогатили его деятельность по изучению истории искусств.
В 1899 году Глюк поступил на придворную императорскую службу и работал научным сотрудником Кабинета гравюр (Kupferstichkabinett) придворной библиотеки. Под руководством Фридриха Дёрнхёффера занимался реорганизацией старых графических коллекций. Через год он стал младшим научным сотрудником картинной галереи «Художественно-исторические собрания Высочайшего Императорского Дома» (Kunsthistorischen Sammlungen des Allerhöchsten Kaiserhauses); позднее: Музей истории искусств (Kunsthistorisches Museum) в Вене.
В 1911 году Глюк стал директором Картинной галереи, которой руководил до выхода на пенсию в 1931 году. С 1919 по 1923 год он возглавлял Музей истории искусств в звании «Первого председателя Коллегии научных работников» (Erster Vorsitzender des Kollegiums der wissenschaftlichen Beamten). Густав Глюк произвёл революцию в музейном деле: он отказался от традиции «картинных стен», когда произведения живописи компоновали плотно, «шпалерной развеской», сплошь закрывая стены залов снизу доверху. Он создал условия для возможности изолированного восприятия каждой картины. Не самые значительные произведения, изъятые из постоянной экспозиции, Глюк объединил во «вторичную галерею», интересную главным образом специалистам.
Густав Глюк переоборудовал реставрационный центр и позаботился о наилучших условиях сохранения произведений искусства. После Первой мировой войны он много выступал устно и в печати, ратуя за сохранность старинных галерей, возвращение похищенных шедевров и в немалой степени способствовал их расширению за счёт новых приобретений. Он систематически пополнял коллекцию «Музея средневекового австрийского искусства» (Museum mittelalterlicher österreichischer Kunst), которая теперь находится в австрийской галерее Бельведер. Он работал составителем и редактором каталогов и путеводителей по Картинной галерее, издаваемых между 1904 и 1928 годами.
Глюку принадлежат важные научные исследования искусства эпохи Северного Возрождения и живописи А. Ван Дейка, а также значительное количество эссе по староголландскому и древнегерманскому искусству, по истории школы Питера Пауля Рубенса. Помимо изучения фламандской и голландской живописи, вскоре последовали две работы о Питере Брейгеле Старшем. Густав Глюк также написал обширную работу о пейзажах Рубенса и, среди прочего, многочисленные исследования портретов Габсбургов и, в качестве последней работы: «Питер Брейгель Старший и легенда о святом Христофоре в ранней фламандской живописи» (1950).
После аннексии Австрии Гитлером в 1938 году Глюку пришлось эмигрировать. В 1940 году он переехал в Англию, а затем в США, в 1949 году получил американское гражданство.

## Семья
В 1898 году Густав Глюк женился на Эльзе фон Шёнтан (1877—1965), дочери писателя Франца фон Шёнтана. Его сын Франц Глюк (1899—1981) стал директором музея, Густав Глюк — банкиром (1902—1973), дочь Элизабет Лисл (1908—1993) была замужем за Антоном Эдтхофером, а с 1936 года — за актёром Паулем Хенридом.

## Основные публикации
- «Сад Любви» Рубенса (Rubens Liebesgarten. In: Jahrbuch der kunsthistorischen Sammlungen. Wien 1920—1921)

- Картинная галерея Музея истории искусств в Вене (Die Gemäldegalerie des Kunsthistorischen Museums in Wien. 1923, 4. Auflage 1946, englisch 1925)

- Рисунки Питера Пауля Рубенса (Die Handzeichnungen von Peter Paul Rubens. Wien 1928)

- Искусство Возрождения в Германии, Нидерландах, Франции и других странах (Die Kunst der Renaissance in Deutschland, den Niederlanden, Frankreich u.s.w. In: Propyläen-Kunstgeschichte Band 10, 1928; 2. Auflage 1933; spanisch 1936)

- Ван Дейк. Живопись мастера (Van Dyck. Des Meisters Gemälde. Klassiker der Kunst. Band 23. 1931)

- Картины Брейгеля (Bruegels Gemälde. 1936; 5. Auflage 1951 unter dem Titel: Das große Bruegel-Werk. 1936)

- Книга Брейгеля (Das Bruegel-Buch. 1936, holländisch 1936, französisch und englisch 1937).

- Пейзажи Питера Пауля Рубенса (De Landschappen von Peter Paul Rubens. Antwerpen, Amsterdam 1940, deutsch 1945—1948, 2. Auflage 1949)

- Путь к картине. Опытный, услышанный, продуманный (Der Weg zum Bild, Erlebtes, Erlauschtes, Erfundenes. Schroll, Wien 1948)

- Питер Брейгель Старший и легенда о святом Христофоре в ранней фламандской живописи (Peter Bruegel the Elder and the Legend of St. Christopher in Early Flemish Paintings. In: The Art Quarterly. Band 13, 1950)